# Pablo González Bernardo
Pour les articles homonymes, voir González et Bernardo.
Pablo González Bernardo (Oviedo, 1975) est le chef d'orchestre espagnol titulaire de l'Orquestra Simfònica de Barcelona i Nacional de Catalunya,, depuis la saison 2010/2011.
Pablo González a étudié au Conservatoire d'Oviedo et à la Guildhall School of Music and Drama de Londres, et a été directeur associé de l'Orchestre symphonique de Londres et de l'Orchestre symphonique de Bournemouth,.

## Récompenses
- Vainqueur du concours de direction chorale Laszlo Heltay en 1997[4].
- Premier prix du Concours de direction Donatella Flick en 2000[4],[7],[8].
- Premier prix du 8e Concours international de direction de Cadaqués en 2006[4],[9],[10].

## Carrière
Pablo González a dirigé des orchestres comme l'Orchestre philharmonique royal de Liverpool, orchestre Tonkünstler, Orchestre philharmonique de Varsovie, Orchestre national du Capitole de Toulouse, Orchestre de chambre de Lausanne, Orchestre symphonique de Bâle, Orchestre philharmonique de Strasbourg, Orchester Musikkollegium Winterthur (en), Orchestre symphonique de Londres et Deutsche Radio Philharmonie Saarbrücken Kaiserslautern, etc. et la majorité des orchestres espagnols.
À l'opéra, Pablo González a dirigé Carmen à Saint-Sébastien et Don Giovanni avec l'Orquesta Sinfónica del Principado de Asturias à l'Opéra d'Oviedo. Au Liceu de Barcelone et avec l'OBC il a dirigé Daphne (2011) de Richard Strauss, La Flûte enchantée (2012) de Mozart, et Rienzi (2013) de Richard Wagner.
Il a collaboré avec des solistes de la scène internationale, Anne-Sophie Mutter, Maxime Venguerov, Truls Mørk, Renaud Capuçon, Viviane Hagner (en), Alban Gerhardt, Violetta Urmana, Christopher Maltman (en) et Ewa Podleś.

## Discographie
- Robert Schumann, Œuvres pour violon et orchestre - Lena Neudauer, violon ; Orchestre Philharmonique de la Radio Alemagnya de Saarbrücken i Kaiserslautern, dir. Pablo González (Hänssler Classic)[25].